# 夏普莱斯不对称双羟基化反应
夏普莱斯不对称双羟基化反应（Sharpless asymmetric dihydroxylation），常直接称为不对称双羟基化反应（AD反应），是巴里·夏普莱斯在 Upjohn双羟基化反应的基础上，于1987年发现的以金鸡纳碱衍生物催化的烯烃不对称双羟基化反应。 与夏普莱斯环氧化反应一样，该反应也是现代有机合成中最重要的反应之一。
典型的反应条件是以四氧化锇（OsO4）和二氢奎宁（DHQ）或二氢奎尼丁（DHQD）的手性配体衍生物作为催化剂，以计量的铁氰化钾、N-甲基吗啉N-氧化物（NMO） 或叔丁基过氧化氢作为再氧化剂，并加入其他添加剂如碳酸钾和甲磺酰胺等。现实条件中常用非挥发性的锇酸盐 K2OsO2(OH)4 代替 OsO4。 市售的二羟化混合物试剂称为AD-mix，有 AD-mix α（含 (DHQ)2-PHAL）和 AD-mix β（含 (DHQD)2-PHAL）两种。
大多数烯烃在上述条件下，能都以高产率、高ee值生成光学活性的邻二醇，而且反应条件温和，无需低温、无水、无氧等条件。 DHQ 和 DHQD 衍生物可分别用于一对对映异构邻二醇的合成，反应产物的立体构型可根据烯烃的结构，利用下图来进行预测。DHQ 和 DHQD 的各类衍生物都可用作催化剂的手性配体，但最有效的配体是酞嗪（2,3-二氮杂萘）衍生物 (DHQ)2-PHAL 和 (DHQD)2-PHAL。

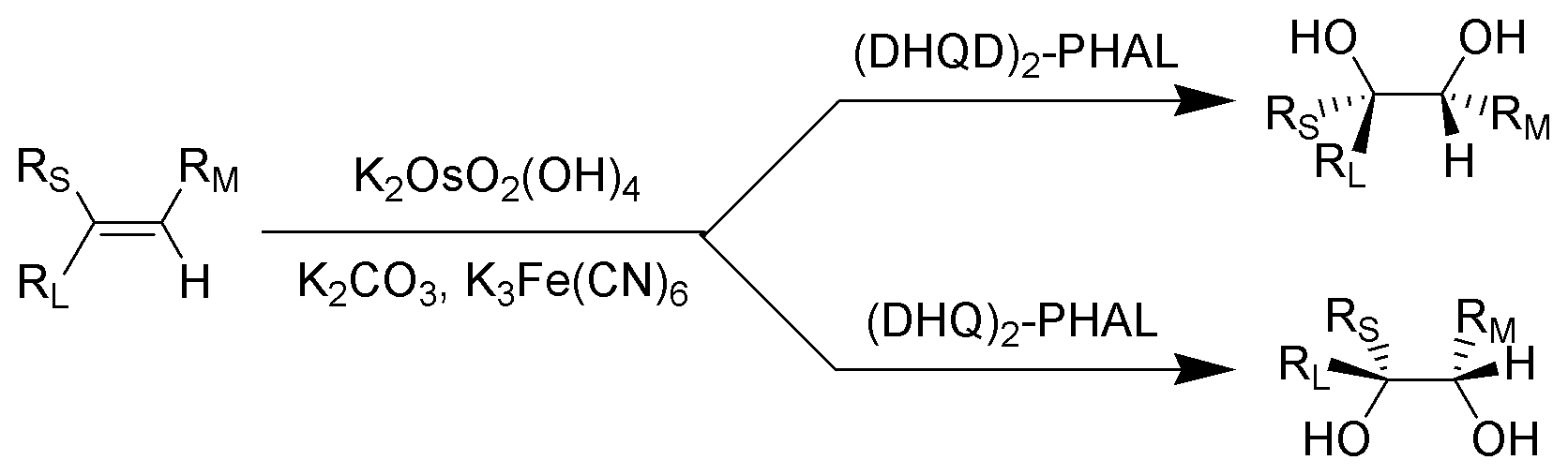
夏普莱斯不对称双羟基化反应示意图。
R_{L} = 体积最大的取代基；R_{M} = 体积中等的取代基；R_{S} = 体积最小的取代基

## 反应机理
反应的催化循环如下。由锇酸钾原位生成的四氧化锇与配体结合为络合物 2，该络合物对烯烃发生对映选择性的 [3+2] 环加成反应（锇氧化反应）。 生成的锇酸酯 4 经水解得到二醇和被还原的锇酸盐。后者被计量的再氧化剂氧化为四氧化锇而重复使用。

## 实例
1、氮杂糖 6 合成中的 1 至 2 一步：

2、Isao Kuwajima的紫杉醇全合成中也用到了一个夏普莱斯不对称双羟化反应。